# Orthonevra minuta
Orthonevra minuta är en tvåvingeart som först beskrevs av Hull 1945.  Orthonevra minuta ingår i släktet glansblomflugor, och familjen blomflugor.
Artens utbredningsområde är Washington. Inga underarter finns listade i Catalogue of Life.